# Biserica de lemn din Lipovăț

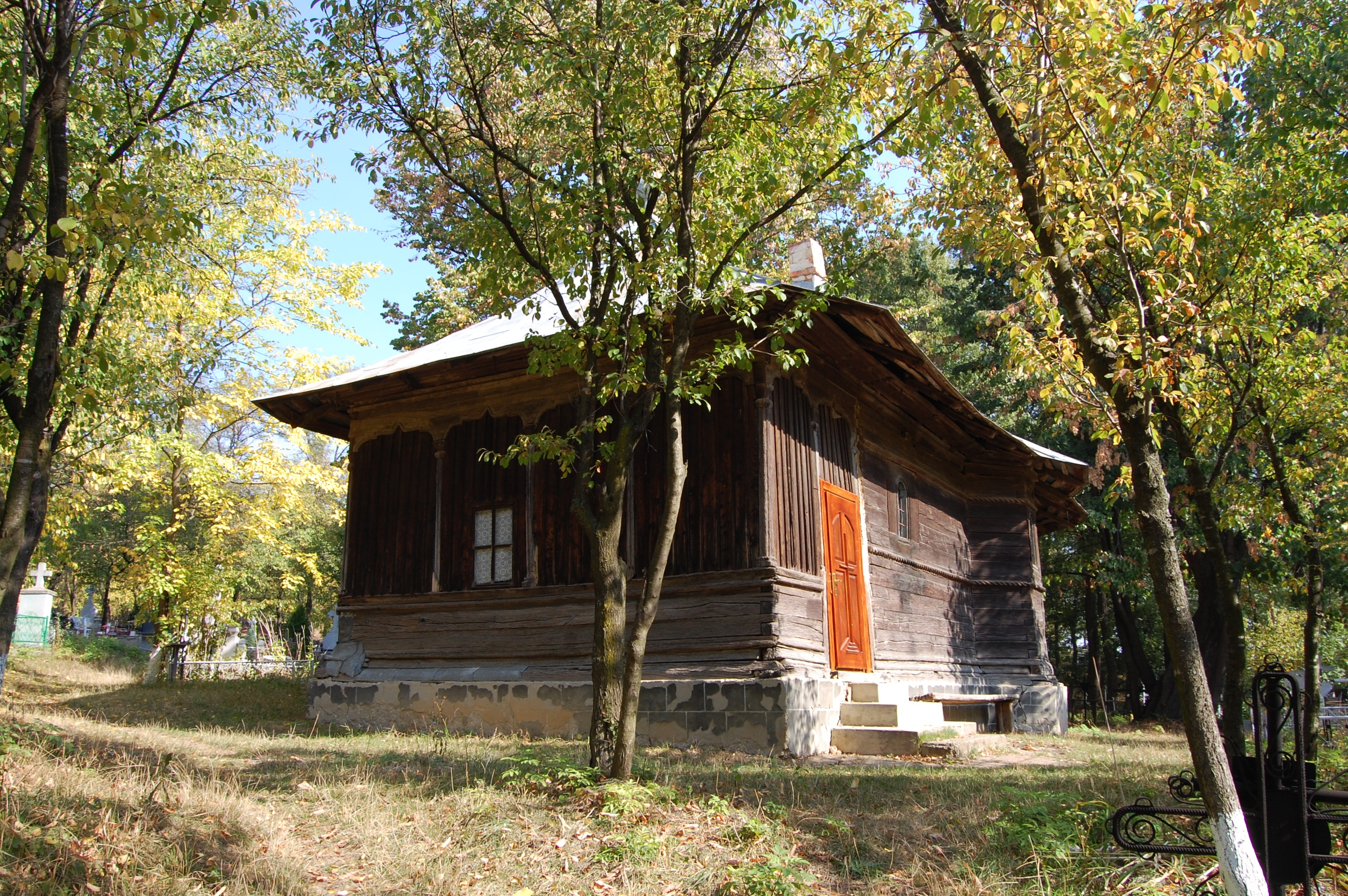
Biserica de lemn din Lipovăţ

Biserica Sfântul Gheorghe din Lipovăț este o biserică de lemn construită în anul 1628, de rit ortodox și este trecută pe lista monumentelor istorice la numărul cod LMI VS-II-m-A-06852.
Situată în comuna Lipovăț din județul Vaslui, are o arhitectură unică, cu plan triconc, cu abside laterale din 3 laturi și absida altarului pentagonală. Sistem de boltire și decorul aflat la interferența dintre arta populară și cea cultă. Catapeteasma este pictată în stil bizantin, pe trei registre. A fost închinată schitului Zografu de la Muntele Athos.

## Legături externe
- Biserica de lemn «Sf. Gheorghe», din Lipovãt Arhivat în 5 martie 2016, la Wayback Machine., monitoruldevaslui.ro